# Färla (adelsätter)
Färla är ett namn som burits av, eller i eftertid använts för, flera svenska medeltida frälseätter. Namnet kommer av det vapnet som föreställer två korslagda färlor. Den förste kände att föra vapnet var riddaren och riksrådet Björn Näf på slutet av 1200-talet, och den siste var Åke Bengtsson (död 1578).
Det är osäkert om symbolen i vapnet är färlor i dagens betydelse, alltså straffredskap, eller om de möjligen var tänkta som märkhjul eller flugviftare.

## Ätterna
Följande släkter har fört Färle-vapnet. Deras inbördes släktskap är dock okänt.
- Björn Näfs ätt
- Orestes Keldorssons ätt
- Tyrgils Klemenssons ätt
- Karl Erikssons ätt
- Martin Bengtssons ätt